# Attilio Ferraris
Attilio Ferraris (Roma, 26 de marzo de 1904-Montecatini Terme, Pistoya, 8 de mayo de 1947) fue un futbolista italiano. Se desempeñaba en las posiciones de defensa y centrocampista.

## Selección nacional
Fue internacional con la selección de fútbol de Italia en 28 ocasiones. Debutó el 28 de octubre de 1926, en un encuentro amistoso ante la selección de Checoslovaquia que finalizó con marcador de 3-1 a favor de los checoslovacos.

### Participaciones en Copas del Mundo
| Mundial                        | Sede   | Resultado |
| ------------------------------ | ------ | --------- |
| Copa Mundial de Fútbol de 1934 | Italia | Campeón   |

## Clubes
| Club              | País   | Año         |
| ----------------- | ------ | ----------- |
| Società Fortitudo | Italia | 1922 - 1927 |
| A. S. Roma        | Italia | 1927 - 1934 |
| S. S. Lazio       | Italia | 1934 - 1936 |
| A. S. Bari        | Italia | 1936 - 1938 |
| A. S. Roma        | Italia | 1938 - 1939 |
| Calcio Catania    | Italia | 1939 - 1940 |
| Elettronica Roma  | Italia | 1940 - 1944 |

## Palmarés

### Copas internacionales
| Título                                    | Equipo              | País   | Año  |
| ----------------------------------------- | ------------------- | ------ | ---- |
| Medalla de bronce en los Juegos Olímpicos | Selección de Italia | Italia | 1928 |
| Copa Mundial de Fútbol                    | Selección de Italia | Italia | 1934 |